# Gwrfoddw
Gwrfoddw (début du VIe siècle ou du VIIe siècle ?) est le dernier souverain du royaume d'Ergyng, dans le sud-est du Pays de Galles.

## Biographie
Gwrfoddw est le dernier roi connu du royaume d'Ergyng avant que ce dernier ne soit annexé par les rois de Gwent. Selon le Livre de Llandaff, Gwrfoddw remporte une grande victoire sur les Anglo-Saxons dans des territoires situés aux frontières de l'Ergyng qui sécurise ces dernières pour 40 ans. Il fait des donations de domaines dans la région de la rivière Wye aux évêques en remerciements.

## Hypothèses alternatives
Selon les estimations du Dr Wendy Davies son règne se situe entre 615 et 619. Après sa mort son fils  Erfig, il est chassé par Gwrgan Mawr le fils de Cynfyn. Ce qui est inconciliable avec les estimations chronologiques traditionnelles pour ces derniers personnages du qui fixent leur période d'activité au VIe siècle
Certaines autres traditions identifient Gwrfoddw avec Gwrfoddw Hen ap Amlawdd ap Cynwal ap Ffrwdwr, c'est-à-dire  un fils d'Amlawdd Wledig et de ce fait l'oncle maternel du roi Arthur. Cette hypothèse est improbable, car la datation traditionnelle des faits évoqués dans la légende arthurienne correspond à la fin du Ve siècle et au début du VIe siècle.